# Кайраково
Кайраково (мар. Монар; баш. Ҡайраҡ) — деревня в Мишкинском районе Башкортостана, административный центр Кайраковского сельсовета.

## Население
| 2002 | 2009 | 2010 |
| ---- | ---- | ---- |
| 571  | ↗578 | ↗585 |

Национальный состав
Согласно переписи 2002 года, преобладающая национальность — марийцы (98 %).

## Географическое положение
Расстояние до:
- районного центра (Мишкино): 18 км,
- ближайшей ж/д станции (Загородная): 103 км.

## Известные уроженцы
- Михайлов, Кирилл Андреевич (род. 2 апреля 1983) — российский лыжник и биатлонист, Заслуженный мастер спорта России (2006)[5][6].